# Synagoge und Gemeindezentrum Hospitalstraße
Synagoge und Gemeindezentrum Hospitalstraße ist ein in den Jahren 1951/52 errichtetes Gebäude der Israelitischen Religionsgemeinschaft Württembergs K.d.ö.R. in Stuttgart.

## Geschichte

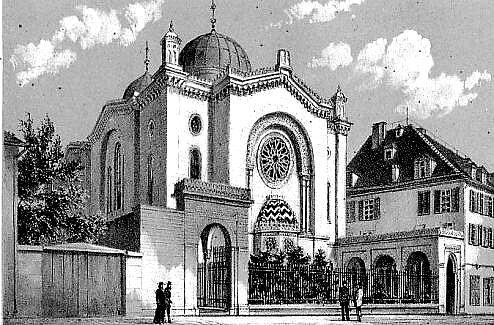
Vorgängerbau von 1859/61 an der gleichen Stelle, zerstört 1938

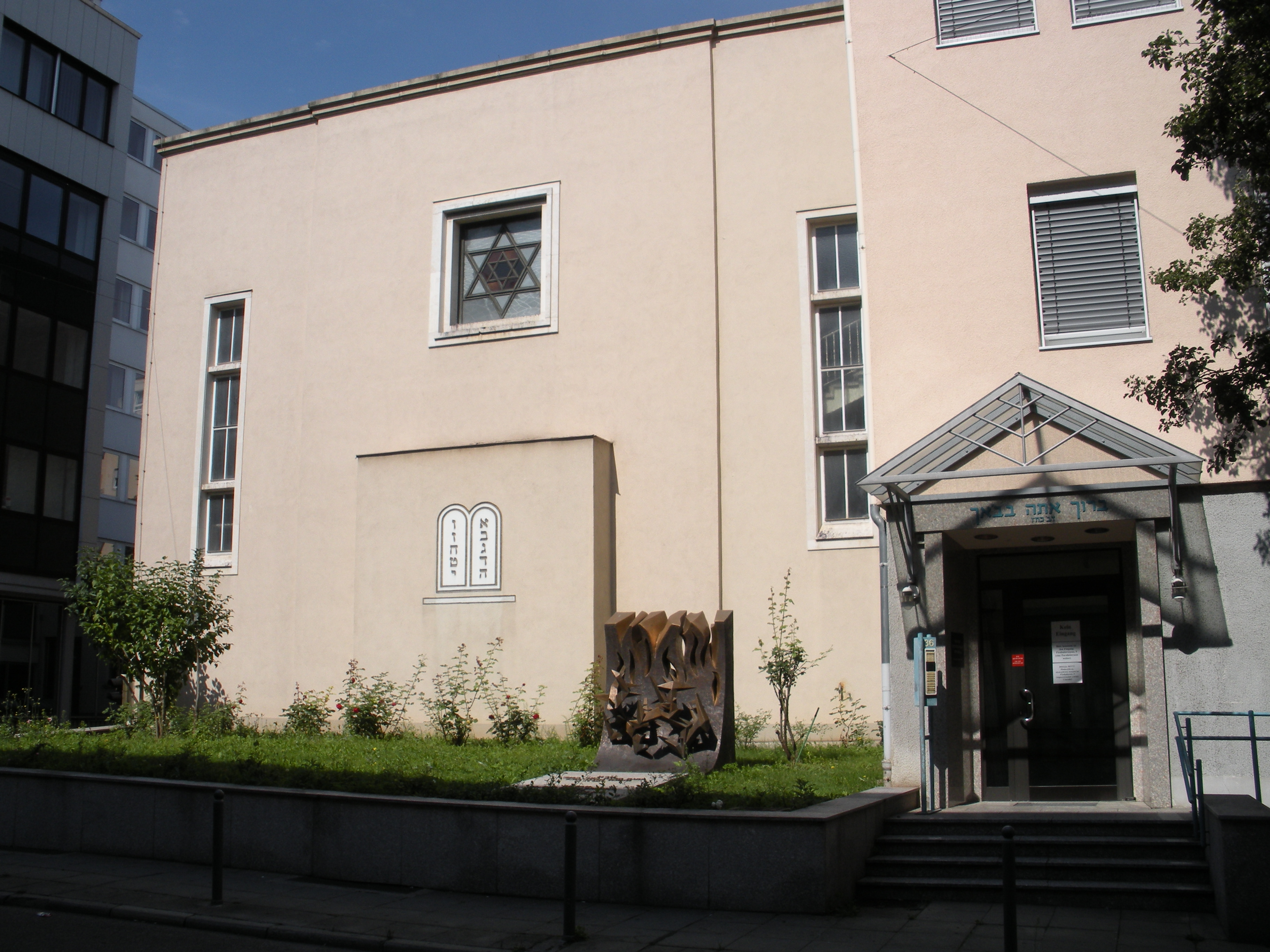
Synagoge und Gemeindezentrum von 1951/52 im Jahre 2008.

Das Gebäude befindet sich in Stuttgart-Mitte im Hospitalviertel und dort in der Hospitalstraße 36. Es wurde auf den Grundmauern der im Novemberpogrom 1938 zerstörten Alten Synagoge errichtet. Am 13. Mai 1952 wurde die nach Entwürfen von Ernst Guggenheimer fertiggestellte Synagoge eingeweiht. Das Ewige Licht entzündete der damalige Landesrabbiner von Luxemburg Chaim Lehrmann. Die Weiherede hielt der damalige Landesrabbiner Siegbert Izchak.

## Baubeschreibung

### Synagoge
Der Bau von 1952 zwischen Hospitalstraße und Firnhaberstraße ist dreiteilig. Dem hohen flach gedeckten Hauptbau mit dem Andachtsraum sind auf der ehemaligen Eingangsseite im Nordwesten zur Firnhaberstraße zwei eingeschossige Kuben mit Flachdach vorgelagert, die einen kleinen Eingangshof bildeten. Den quadratischen Betsaal von 9,70 m Höhe mit Deckenlaterne umläuft auf drei Seiten eine Frauenempore, deren sonst schmucklose Brüstung die Symbole der 12 Stämme Israels zeigt. Die rechteckigen Fenster sind nach Entwürfen von Dr. Ulrich Knufinke bunt verglast. Auf der Südostseite des Betsaals befindet sich eine hohe Nische mit dem Toraschrein. Die neue Synagoge war im sachlichen Baustil der Weimarer Republik gestaltet. Sie vermeidet jeden Bezug zur im Stil des Historismus errichteten Alten Synagoge.

### Andere Räumlichkeiten
Neben dem großen Betsaal befinden sich innerhalb der Räumlichkeiten ein kleiner Betsaal, der Verwaltungstrakt, eine Mikwe, ein Kindergarten, ein Gemeindesaal und ein koscherer Gastronomiebetrieb.

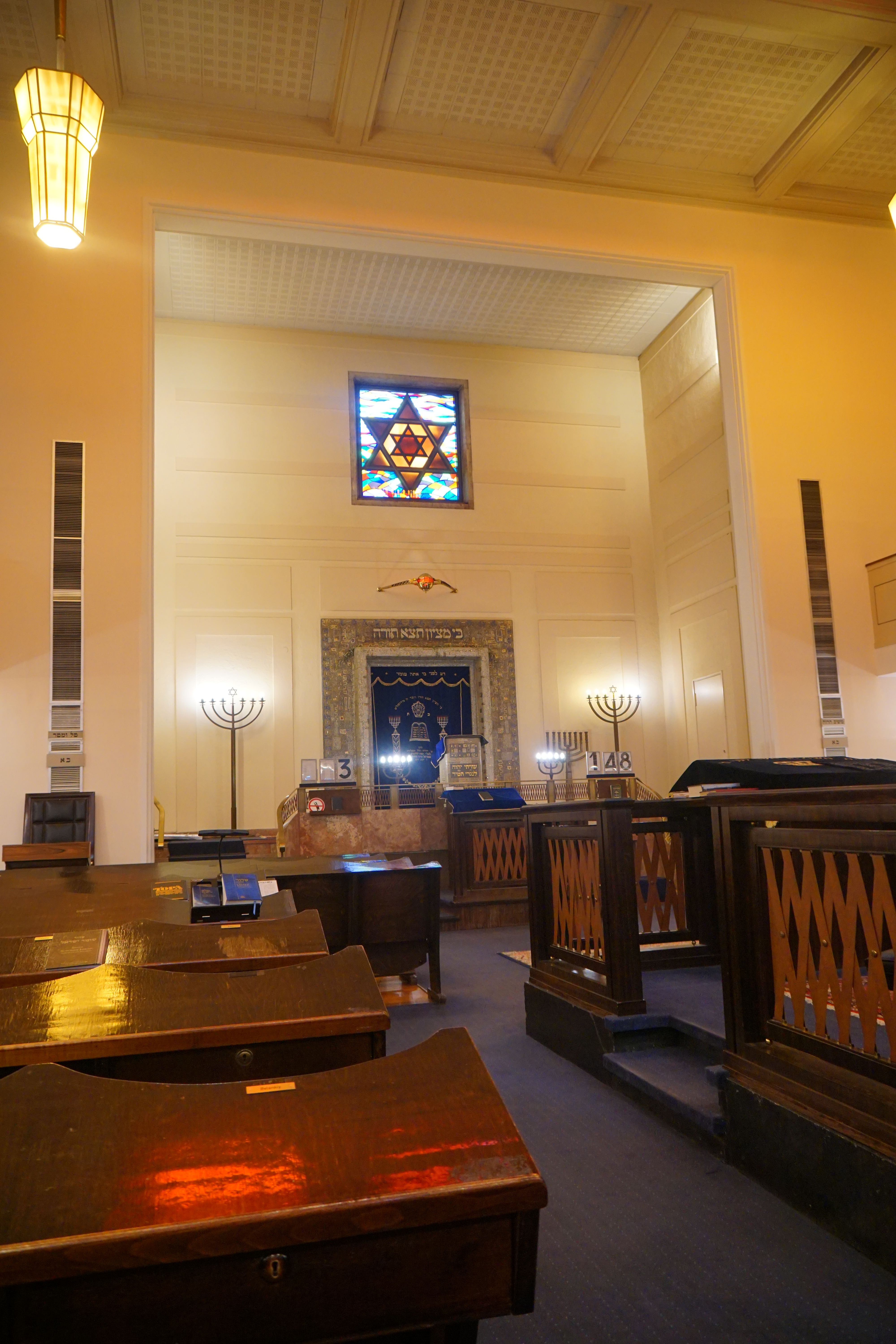
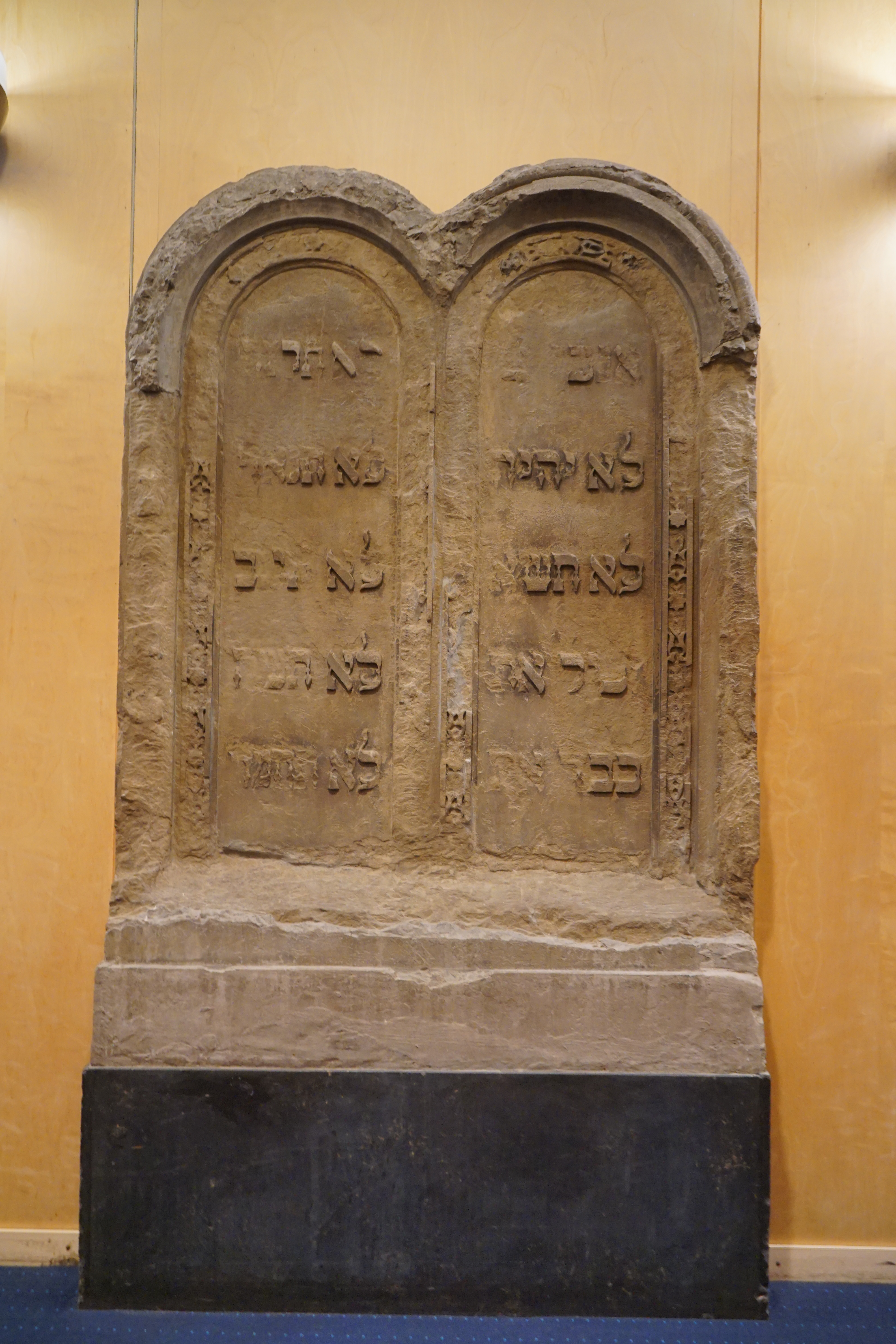
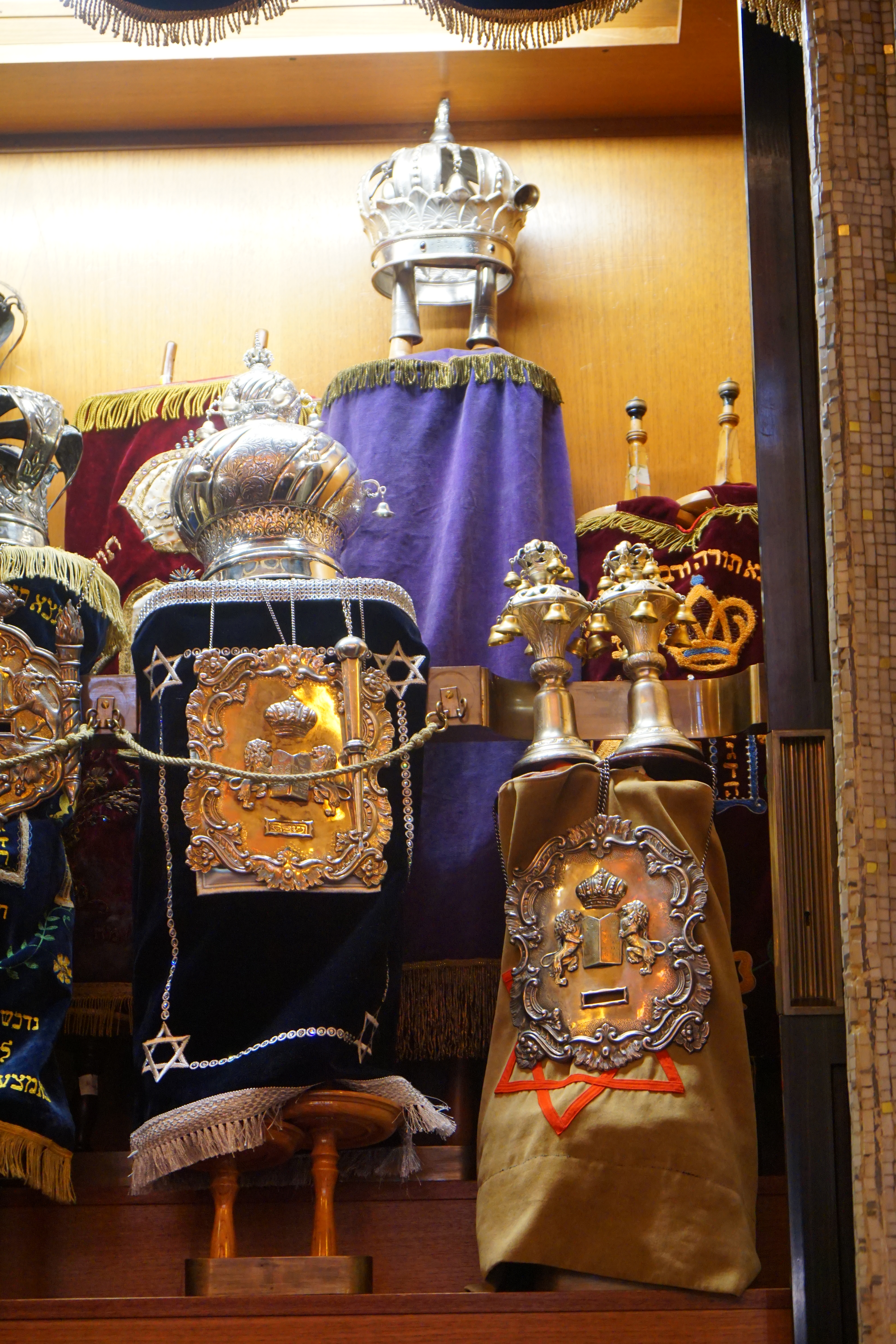
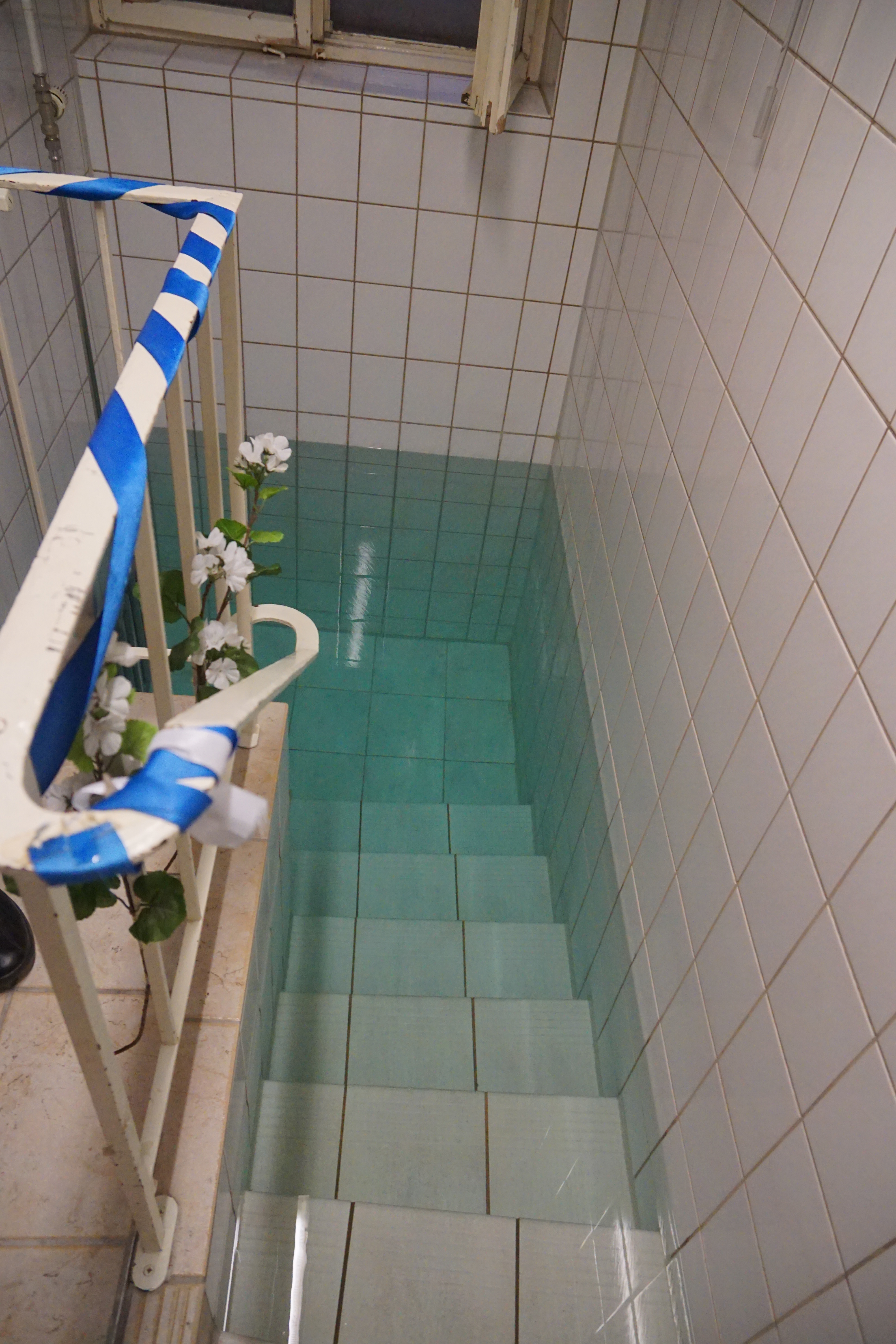

## Kunstwerke

### Ehrentafel

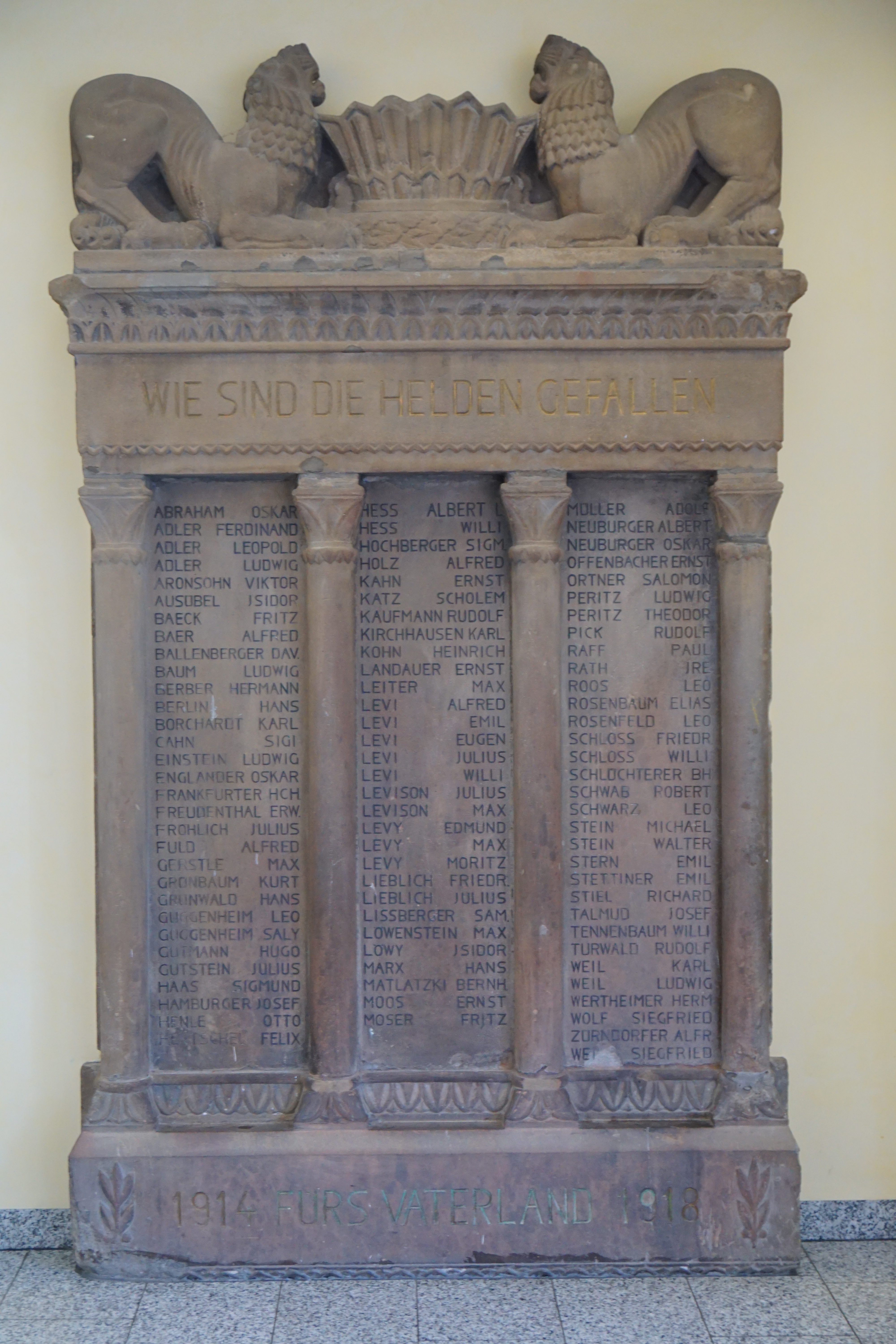
Ehrentafel

Im Vorraum des Betsaals der Synagoge ist eine Ehrentafel für die im Ersten Weltkrieg gefallenen jüdischen Soldaten aus Stuttgart aufgestellt. Das 250 cm hohe Denkmal wurde 1922 nach dem Entwurf des Stuttgarter Architekten Wilhelm Ritter von Graf von dem Stuttgarter Bildhauer Josef Zeitler in Sandstein ausgeführt. Es erinnert an die Frontansicht eines Tempels und besteht aus einem Sockel, vier Säulchen mit ornamentierten Basen und Kapitellen, drei Schriftfeldern mit den Namen der Gefallenen zwischen den Säulchen sowie einem Gebälk. Den oberen Abschluss bildet eine ursprünglich mit einem Davidstern geschmückten Davidskrone, die von zwei Löwen flankiert wird.
Der Gebälkfries trägt die Inschrift: „Wie sind die Helden gefallen“. Der Spruch ist aus Davids Klagelied über den Tod von Saul und Jonathan entnommen (2. Buch Samuel, Kapitel 1, Vers 19). Die Sockelinschrift gibt die Antwort: „1914 Fürs Vaterland 1918“. Die drei Inschriftenplatten tragen, alphabetisch nach dem Familiennamen, die Namen der 92 jüdischen Gefallenen des Ersten Weltkriegs.

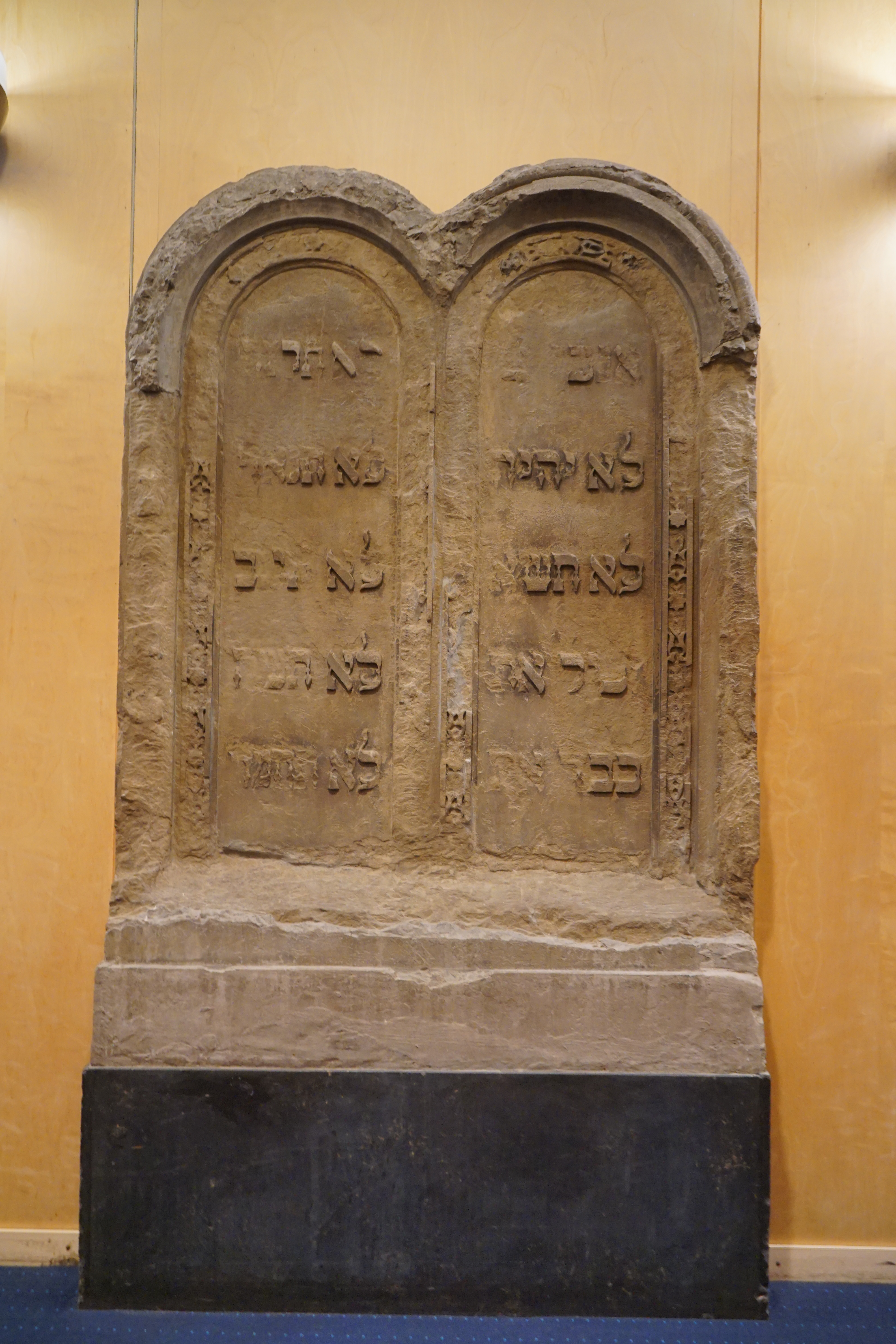
Die Gebotstafeln

In der Pogromnacht des 10. November 1938 wurde die Alte Synagoge angezündet. Von der Synagoge blieben nur die Gebotstafeln vom Dach des Gebäudes und das Gefallenendenkmal erhalten, die in der 1952 erbauten Synagoge wieder aufgestellt wurden. Das Gefallenendenkmal zeigt noch die Brandspuren.

### Gebotstafeln
Die Gebotstafeln, die früher außen am Gebäude angebracht waren und vom Brand der alten Synagoge erhalten sind, befinden sich heute im Inneren der Synagoge.

### Brennender Dornbusch

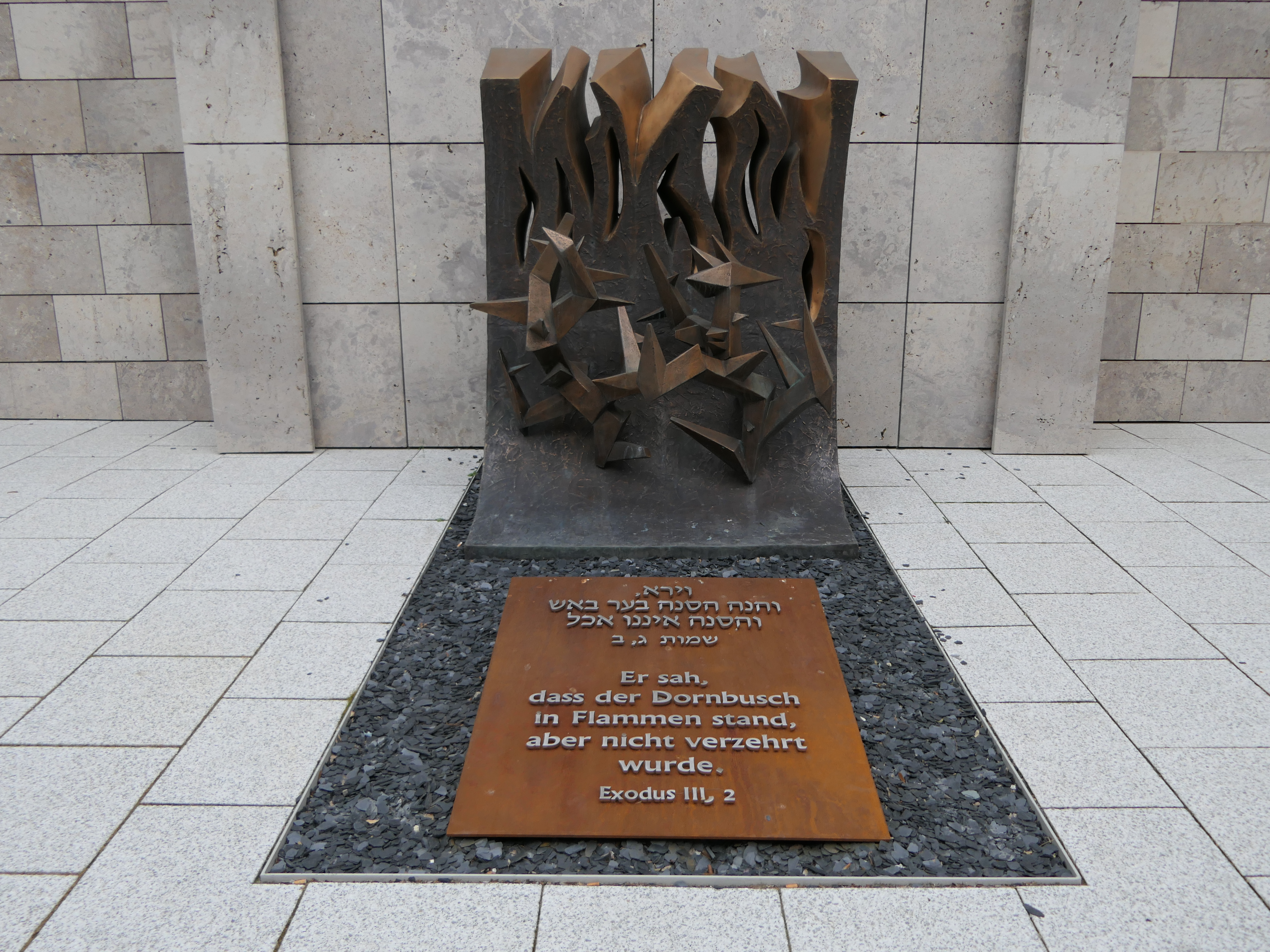
Brennender Dornbusch (1989), Bronzeskulptur von R. Reilinger auf der 2018 neugestalteten Vorfläche

Links neben der Eingangstür zur Synagoge ist die Bronzeskulptur Brennender Dornbusch des in Stuttgart geborenen israelischen Künstlers Roda Reilinger (1919–2003) aufgestellt. In der Wand hinter der Skulptur sind die zehn Gebote in Kurzform in Hebräisch auf hellen Steinplatten eingraviert. Ein steinerner Rahmen grenzt die Fläche gegenüber der Fassade ab. Nachts wird die Inschrift indirekt von Lichtelementen im Rahmen beleuchtet.
Die Skulptur zeigt den brennenden Dornbusch, davor befindet sich ebenerdig eine Eisenplatte mit der Inschrift aus Exodus 3,2 Hebräisch und Deutsch.

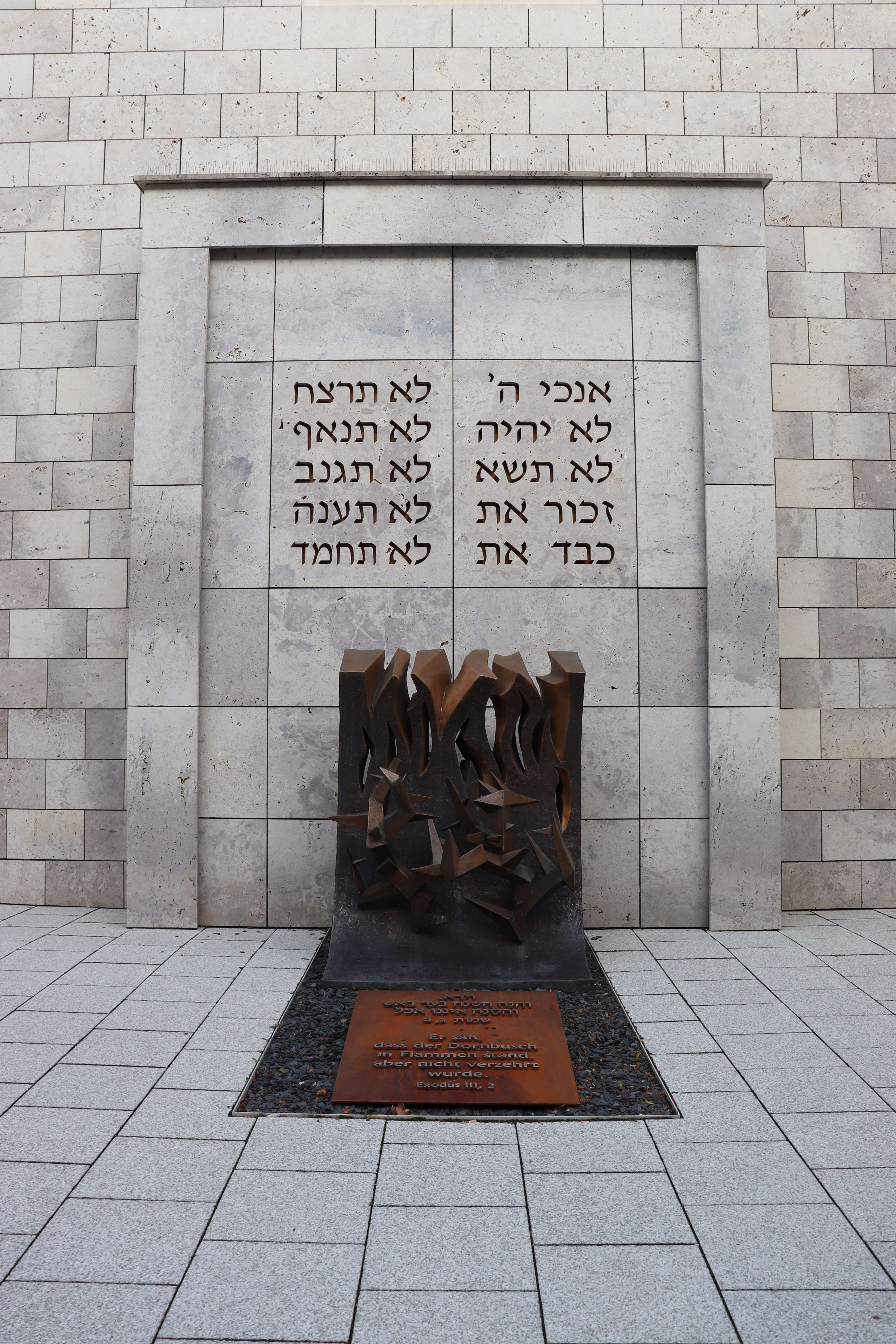
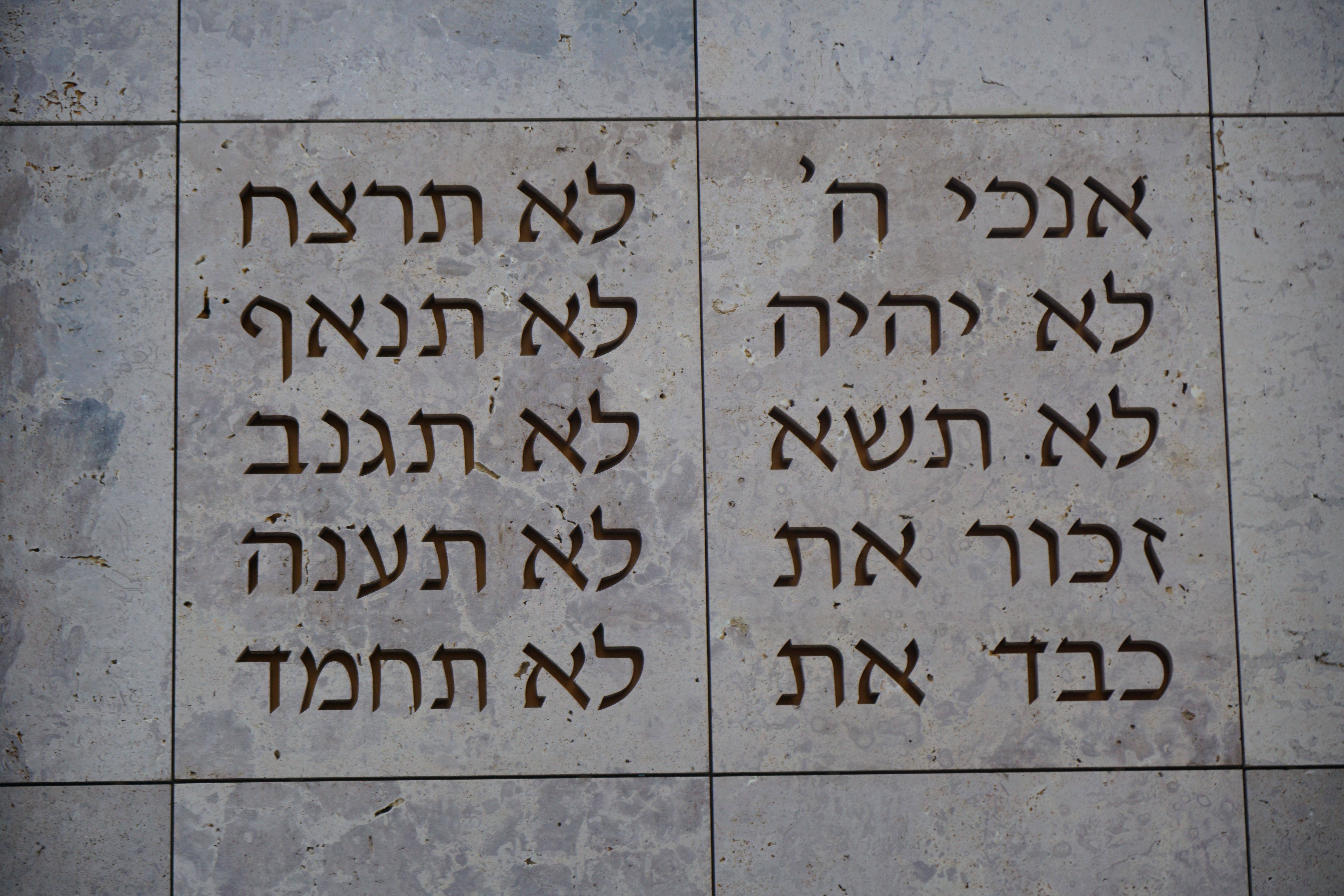
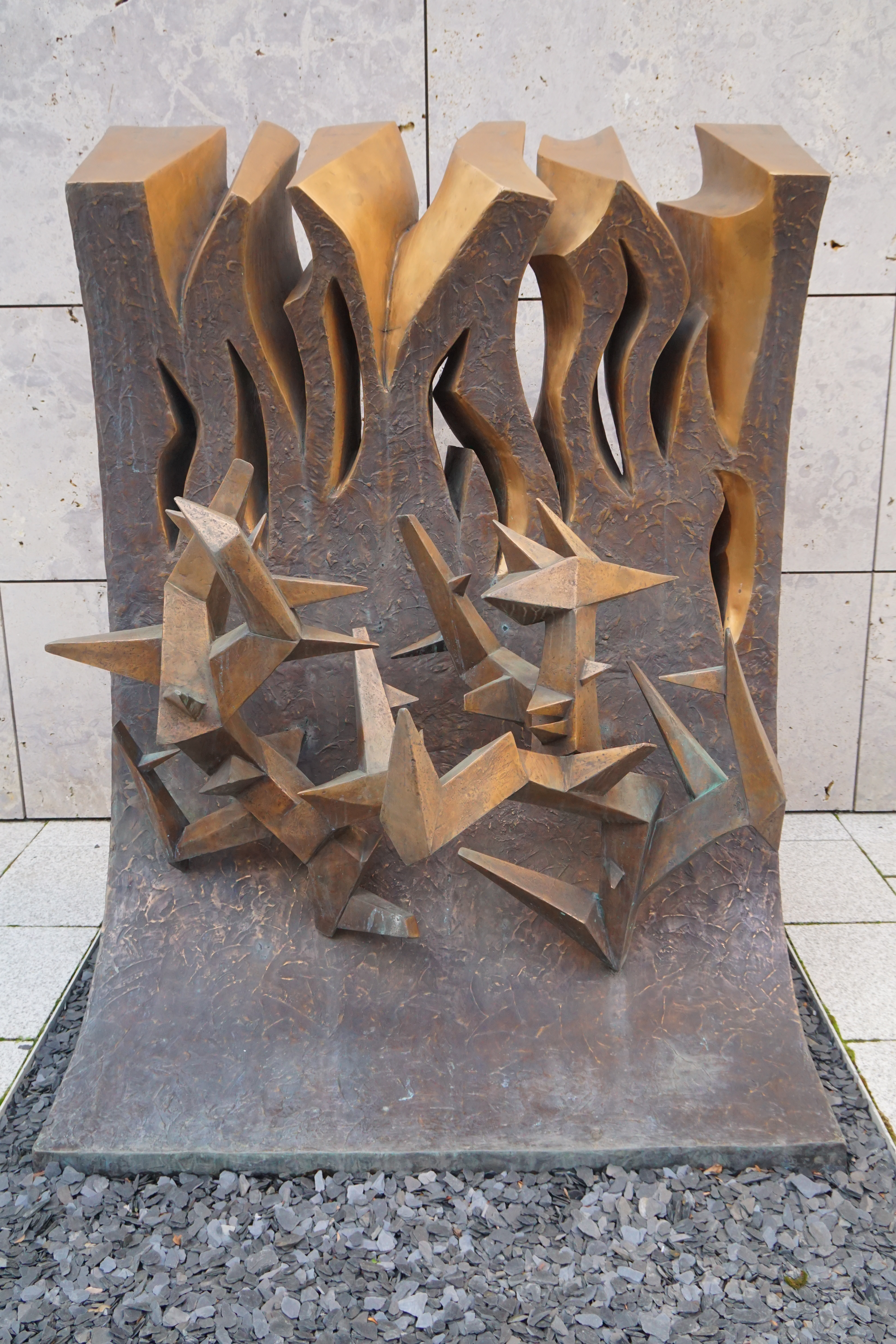
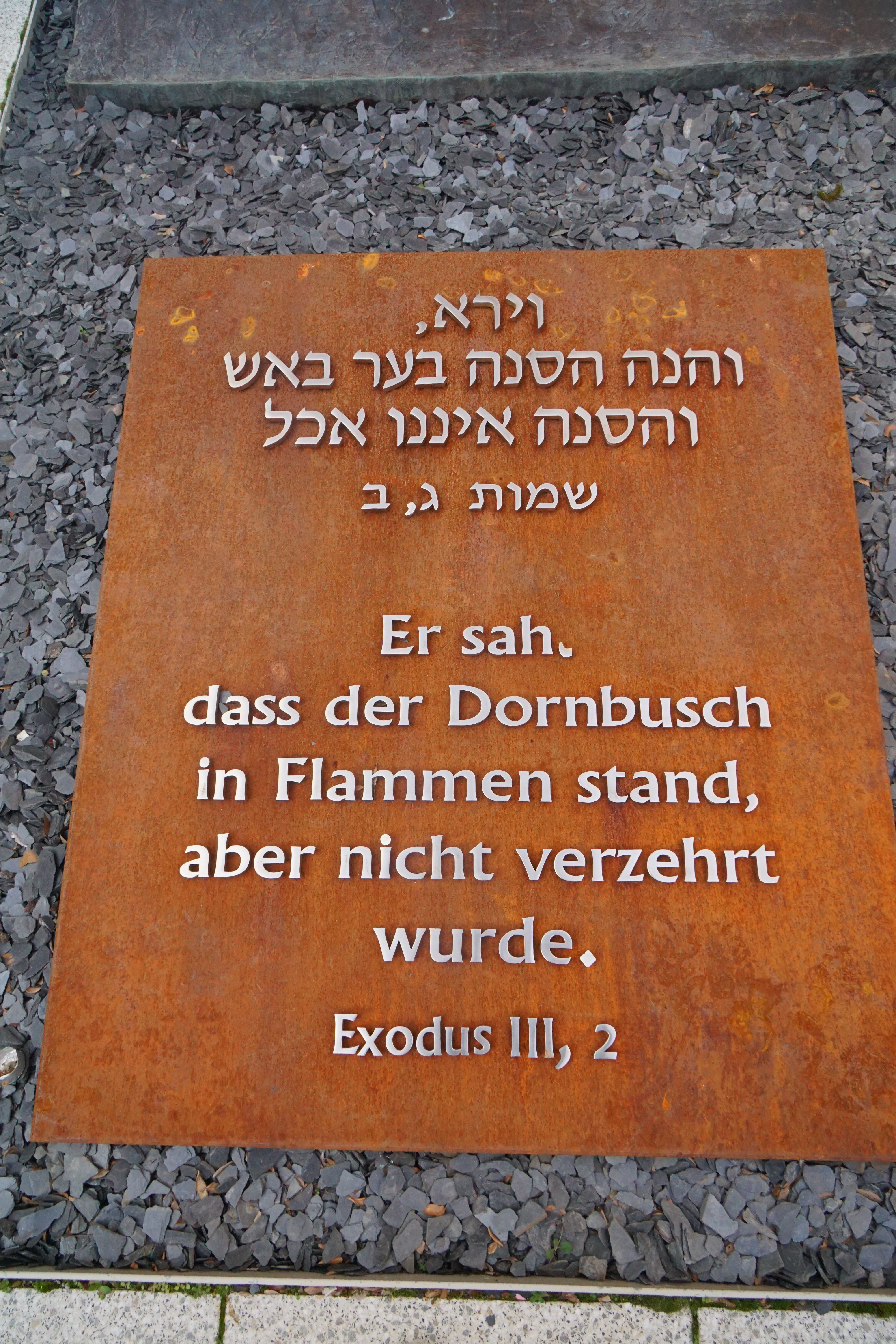
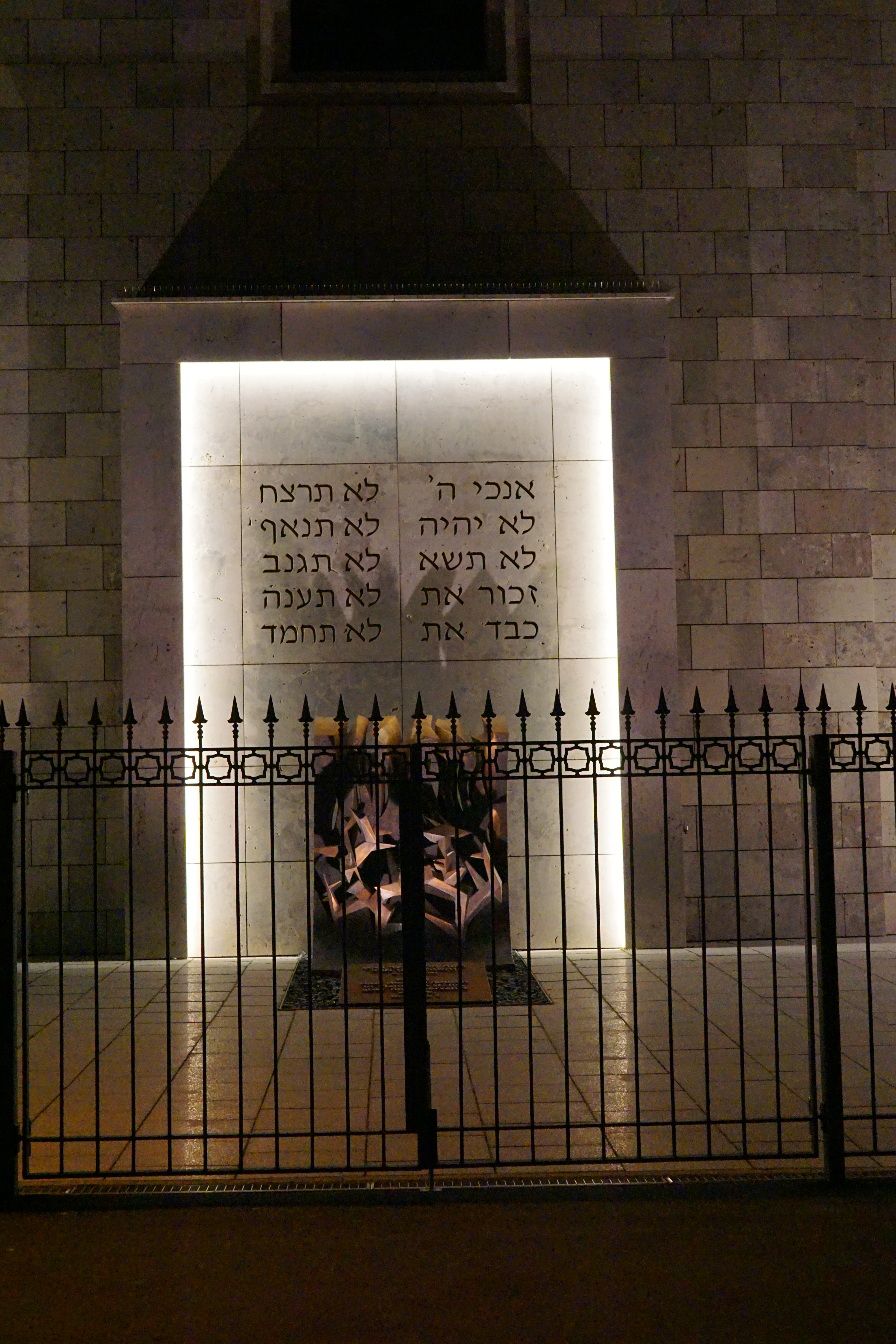